# Catherine Untalan
Catherine Untalan (sinh ngày 8 tháng 8 năm 1985) là một nhà môi trường học, nhà tâm lý học và người mẫu thời trang người Phillipines. Cô từng tham dự hai cuộc thi là Hoa hậu Trái Đất Philippines 2006 và Hoa hậu Trái Đất 2006. Cô là Giám đốc điều hành của Quỹ Hoa hậu Trái Đất, chi nhánh tiếp cận môi trường - xã hội - nhân đạo của cuộc thi Hoa hậu Trái Đất 2006.

## Đời tư
Catherine Untalan tốt nghiệp trường St. Paul College of Parañaque. Cô học ngành tâm lý học ở Trường Đại học Philippines. Sau đó, cô nhận bằng tốt nghiệp về Quản lý tài nguyên và môi trường.
Ngày 18 tháng 8 năm 2006, cô tổ chức đêm trao giải của Liên hoan phim Moonawn, một liên hoan phim thường niên về các vấn đề môi trường và văn hóa, được tài trợ bởi Trung tâm Nhận thức và Giáo dục Môi trường, được tổ chức tại Trung tâm thương mại Gateway ở Cubao, Thành phố Quezon.
Cô là phóng viên bên lề của San Beda Red Lions trong nửa đầu mùa giải thứ 82 của Hiệp hội thể thao trường đại học quốc gia (NCAA). Hai năm sau, cô trở thành phóng viên bên lề cho đội bóng của trường cũ của mình, UP Fighting Maroons trong Hiệp hội Thể thao Đại học Philippines mùa thứ 67.
Cô là người phát ngôn của Bộ Tài nguyên và Môi trường Philippines cho các chiến dịch khác nhau và của Bộ Y tế Philippines cho chiến dịch chống thuốc lá của họ. Chương trình phát triển năng lượng bền vững của Cơ quan phát triển quốc tế Hoa Kỳ (USAID) cũng chọn cô làm người phát ngôn cho các chiến dịch nhiên liệu sinh học của họ. USAID trích dẫn những nỗ lực và sự tham gia của cô ấy trong các chương trình của họ và cô ấy đã được trao một sự công nhận của đại sứ môi trường, người đầu tiên được cơ quan này trao cho sự phân biệt như vậy. Cô đã tổ chức một chương trình trong NBN Channel 4 mang tên  Kapihan ng Bayan  với các nhà báo kỳ cựu, Mario Garcia và Ely Saludar
.Hiện tại, cô ấy là chuyên mục trong tạp chí lối sống màu xanh lá cây đầu tiên ở Philippines, được gọi là, Tạp chí Gen G.

## Các cuộc thi sắc đẹp
Cô đăng quang Hoa hậu Trái Đất Philippines 2006. Sau đó, cô đại diện cho quốc gia này tại Hoa hậu Trái Đất 2006 được tổ chức ở quê nhà. Tại đây, cô đoạt ngôi vị Hoa hậu Nước (tức Á hậu 2). Cô là người đẹp đầu tiên đến từ Philippines giành được một trong những danh hiệu cao nhất của cuộc thi. Đại diện của Chile, cô Hil Hernández là chủ nhân mới của vương miện Hoa hậu Trái Đất.